# Kaitlyn
Celeste Beryl Bonin (7 de outubro de 1986) é uma ex-wrestler profissional americana, mais conhecida pelo seu ring-name Kaitlyn. Trabalhou para a WWE até 2014. Foi treinada na FCW e venceu a terceira temporada do NXT.

## Carreira no wrestling profissional

### World Wrestling Entertainment/WWE

#### Florida Championship Wrestling (2010)
Em julho de 2010 a World Wrestling Entertainmet (WWE) contratou Celeste para ser uma das divas da empresa, onde a enviou para seu território de desenvolvimento, a Florida Championship Wrestling. Estreou nos ringues sobre o nome de Celeste competindo num concurso de biquíni. Seu nome em breve seria alterado para Ricki Vaughn, no entanto, foi mudado de último hora para Kaitlyn. No dia 22 de agosto, ela apareceu pela primeira vez na FCW como uma das lumberjills em uma luta entre AJ Lee e Naomi Knight. No dia 03 de julho, Kaitlyn lutou várias vezes contra a FCW Divas Champion, Aksana, mas perdeu. No dia 07 de agosto Kaitlyn teve sua primeira chance de lutar por um título contra Aksana, mas não teve sucesso.
Dia 25 de dezembro, Kaitlyn fez parceria com Cameron Lynn, mas foram derrotadas por Caylee Turner e Sofia Cortez. Depois de já não estar na divisão da FCW, ela continuou a fazer lutas contra o “Anti-Diva Army” (Sofia Cortez, Raquel Diaz, e Paige), juntamente com Audrey Marie e Turner Caylee.

#### NXT (2010)

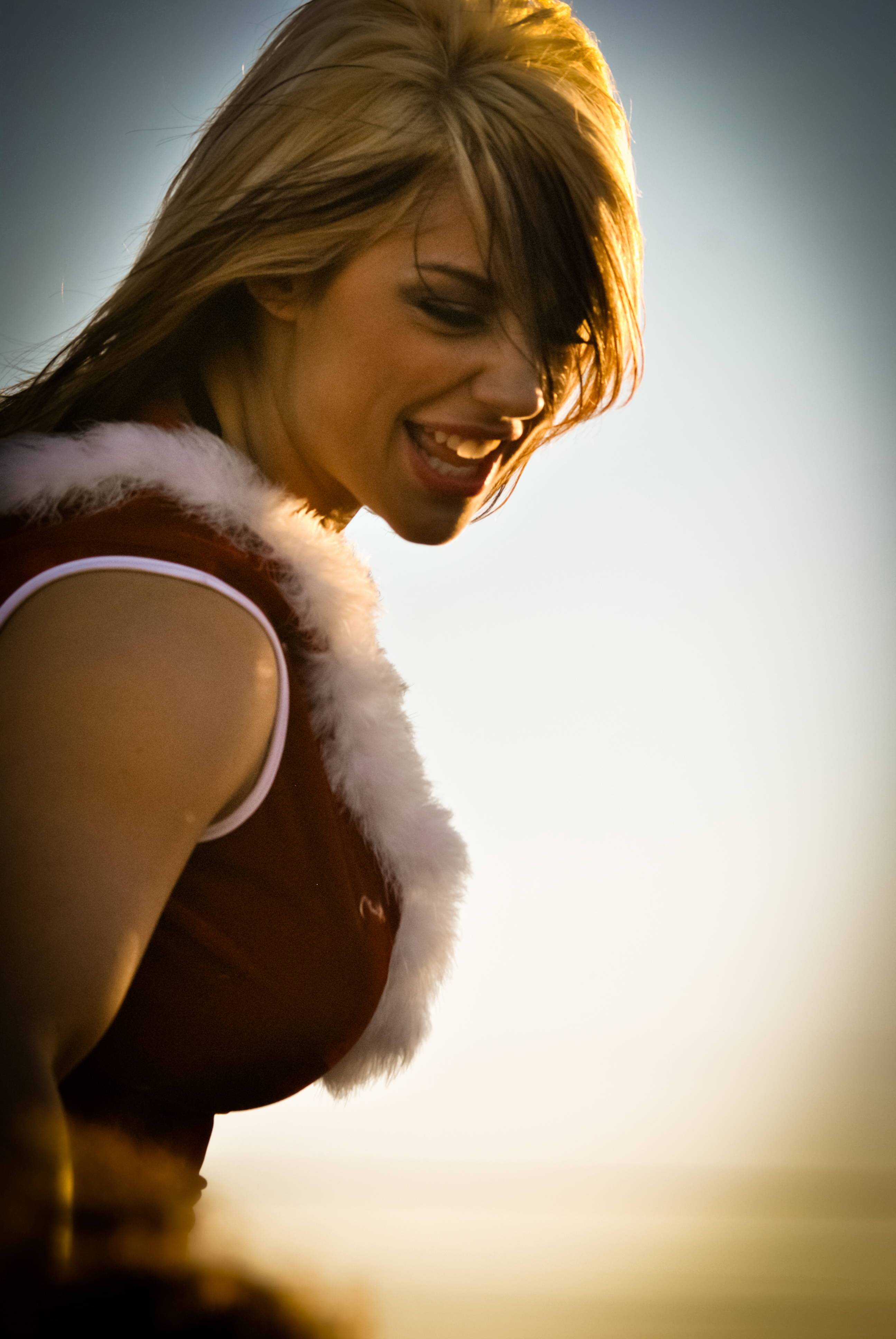
Kaitlyn no evento WWE Tribute to the Troops em dezembro de 2010.

07 de setembro Kaitlyn foi anunciada como uma das participantes do NXT, com Vickie Guerrero como sua auxiliar. No dia 14 de setembro Kaitlyn fez sua estréia aos ringues da NXT ao lado de Dolph Ziggler (Com Vickie Guerrero) vencendo Primo e AJ Lee. Kaitlyn também venceu uma “corrida de obstáculos”. Kaitlyn apareceu com Vickie Guerrero no Night of Champions acompanhando Dolph Ziggler que iria lutar pelo WWE Intercontinental Championship. Vickie pediu para Kaitlyn se retirar da arena. No dia 21 de setembro enquanto ocorria mais um show do NXT, Kaitlyn e LayCool (Michelle McCool e Layla perderam para Kelly Kelly, Naomi e Jamie. Após o fim da luta, Michelle McCool aplicou um Big Boot em Kaitlyn enquanto a mesma era segurada por Layla. Na semana seguinte, no smackdown, Kaitlyn se uniu a Kelly Kelly contra a dupla, mas não conquistaram a vitória, após Kaitlyn sofrer um novo Big Boot de Michelle McCool.
Na mesma semana, no dia 24 de setembro durante um show do SmackDown Kaitlyn voltou a acompanhar Dolph Ziggler ao ring ao lado de Vickie que novamente a expulsou da arena. Dia 28 de setembro Kaitlyn ganhou uma competição de “Corrida de carrinho de mão” enquanto, mas perdeu uma “Diss the Diva”. Vickie Guerrero entrou no ring e começou a insultar Kaitlyn pela derrota e Kaitlyn a desafiou para uma luta. Na semana seguinte, dia 05 de outubro, Kaitlyn perdeu um “Ride the Bull”, mas ganhou um “show de talento” após desenhar Vickie para provocá-la. Kaitlyn venceu de Vickie Guerrero num main event em sua primeira luta solo na federação. No dia 12 de outubro, Kaitlyn perdeu o “WWE Name that Tune” e um “Power of the Punch”. Na semana seguinte Kaitlyn perdeu três desafios para Maxine. Já no dia 28 de outubro Kaitlyn ganhou um concurso de fantasias no halloween após se vestir como Vickie Guerrero, voltando novamente a provocá-la.
Kaitlyn venceu o NXT após deixar Naomi em segundo lugar, ganhando então um contrato imediato a divas divisão do Smackdown.

#### The Chickbusters (2010–2012)
Durante um show do SmackDown do dia 03 de novembro, Kaitlyn apareceu junto a Vickie Guerrero e Theodore Long onde foi anunciada como uma das divas da brand. Kaitlyn fez sua estréia dia 08 de janeiro de 2011 ao lado de Kelly Kelly perdendo para LayCool (Michelle McCool e Layla. Dia 11 de março Kaitlyn voltou a lutar no SmackDown, mas dessa vez sozinha contra Layla, onde novamente não obteve sucesso.
Dia 27 de maio Kaitlyn e AJ Lee formaram uma equipe denominada como “The Chickbusters”, o que as levou a ter sua primeira luta acompanhadas de sua mentora, Natalya contra Alicia Fox e Tamina, onde saíram com a vitória. Na semana seguinte a dupla voltou a encarar suas rivais da semana passada, mas dessa vez perderam. Sua primeira vitória aconteceu no dia 10 de junho quando derrotou Tamina, o mesmo resultado voltou a acontecer no dia 08 e julho. Kaitlyn, AJ e Natalya continuaram a rivalidade com Tamina e Alicia Fox, mas dessa vez agora acompanhadas por Rosa Mendes. No dia 01 de agosto Kaitlyn finalmente fez seu debut ao RAW em uma Battle Royal para determinar a desafiante de Kelly Kelly ao WWE Divas Championship, mas Beth Phoenix venceu a partida.
05 de Agosto no SmackDown, AJ perdeu uma luta para Natalya que após o fim da partida fingiu ajudá-la a se levantar, mas a atacou onde em seguida disse declarar guerra contra todas as “empertigadas princesinhas” que fazem parte da divisão das divas. Na semana seguinte Kaitlyn e AJ perderam uma luta para as “Divas of Doom” (Beth Phoenix e Natalya). Dia 19 de de outubro Kaitlyn voltou ao NXT acompanhada de AJ para lutar contra Maxine. Kaitlyn em seguida ganhou de Tamina nos dias 26 de outubro e 02 de novembro ainda no NXT. No mês de Dezembro uma tensão entre as Chickbusters surgiu, pois Kaitlyn estava chateada pelas derrotas que estavam sofrendo para as Divas Of Doom.
Kaitlyn voltou ao SmackDown, mas foi atacada por sua ex-amiga AJ Lee após Daniel Bryan dizer que não era bom para ela. Dia 04 de maio Kaitlyn voltou tentar a falar com AJ, mas sua ex parceira de equipe voltou a agredi-lá. Dia 11 de maio foi colocada em uma luta contra AJ, mas perdeu. Dois dias depois no Twitter, anunciou que as “Chickbusters” tinham chegado ao fim.

#### Rivalidades (2012-2013)
Em 25 de junho no Raw, Kaitlyn lutou numa “Diva Beach Battle Bast”, mas a campeã foi AJ Lee. Em 12 de Julho, Kaitlyn e Alicia Fox venceram Natalya e Beth Phoenix após Kaitlyn pinar Beth. Kaitlyn então lutou em seu primeiro pay-per-view com Layla e Tamina Snuka contra Beth Phoenix, Natalya e Eve Torres no Money In The Bank onde venceram.
Kaitlyn retornou ao ring dia 24 de setembro no RAW após Eve Torres e Beth Phoenix vencerem um combate contra Layla e Alicia Fox. Kaitlyn afirmou que quem a atacou durante o PPV foi uma diva loira, pois ela teve acesso as fitas das câmeras e então Eve Torres acusou Beth Phoenix a atacando com um Neckbreaker. Dia 08 de outubro, Kaitlyn teve sua oportunidade de lutar pelo Divas Championship, mas perdeu após Eve Torres fazer uma submissão em seu pé machucado. Eve não parou o movimento até Layla invadir o ring e assustá-la. Duas semanas depois, em 22 de outubro num episódio da Raw, Kaitlyn confrontou Eve sobre ser a mandante de seu ataque, revelando que encontrou um e-mail de Eve para Aksana pedindo para a morena atacá-la antes de sua luta contra Layla, Eve não respondeu nada, apenas atacou Kaitlyn que novamente foi salva por Layla. Kaitlyn recebeu outra oportunidade de lutar pelo título no Hell in a Cell contra Eve e Layla numa “Triple Threat Match”, mas Eve conseguiu vencer novamente e manter o título em suas mãos. Dia 12 de novembro Kaitlyn venceu Layla no RAW para se tornar a #1 Contender novamente ao título contra Eve no Survivor Series. Enquanto caminhava ao ring para seu combate contra Eve, Kaitlyn novamente foi atacada pela loira misteriosa, mas dessa vez conseguiu impedi-lá e Aksana foi revelada como a capanga de Eve que novamente venceu de Kaitlyn durante o show. Na noite seguinte Kaitlyn conseguiu se vingar de Aksana a derrotante no RAW e no dia 14 de dezembro no Smackdown. Dia 16 de dezembro durante o pré-show do PPV TLC: Tables, Ladders & Chairs, Kaitlyn perdeu uma “Battle Royal Santa's Little Helpers” para Naomi, após Eve Torres a atacar com um tapa na cara durante o fim da luta. Na mesma noite Eve Torres venceu de Naomi e continuou como a campeã do título. Dia 18 de dezembro no Smackdown, Kaitlyn foi flagrada brigando com sua ex-amiga AJ Lee, onde na mesma noite Kaitlyn lutou contra Eve, mas novamente saiu sem o título por Eve ter derrubado o árbitro, sendo assim, ganho por desqualificação. Dia 24 de dezembro Kaitlyn lutou ao lado de Layla, Alicia Fox e Natalya e venceram Tamina Snuka, Rosa Mendes e Aksana. Kaitlyn voltou a lutar contra Eve Torres no RAW do dia 07 de janeiro de 2013, mas novamente venceu por desqualificação após Eve fugir com o título pelo meio da multidão que assistia o show.

#### Campeã das Divas, rivalidade com A.J. Lee e saída da empresa (2013-2014)

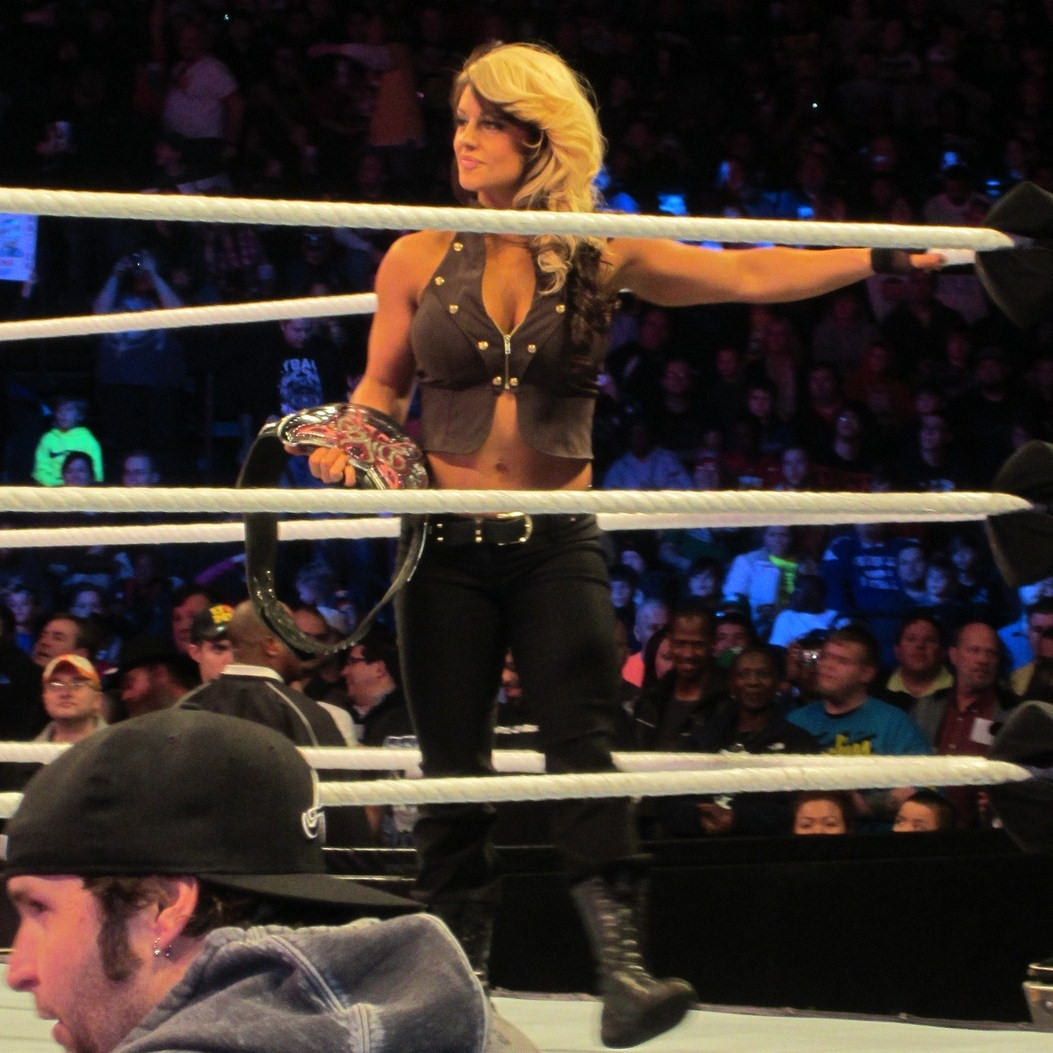
Kaitlyn como campeã das Divas no dia 13 de fevereiro de 2013.

Uma semana depois, no 20° aniversário do RAW. Logo após começou uma rivalidade com Tamina Snuka pelo título. No dia 28 de janeiro as duas tiveram uma luta “Lumberjill Match” que terminou sem contagem após as outras divas invadirem o ring. Em 4 de fevereiro Vickie Guerrero anunciou que Kaitlyn iria ter sua primeira defesa pelo título contra Tamina no Elimination Chamber, onde Kaitlyn vencey Tamina. No episódio do dia 25, enquanto conversava com Team Hell No (Daniel Bryan e Kane) ela foi atacada por AJ Lee e após uma luta entre elas, saiu derrotada. No dia 27 no NXT ela competiu contra Natalya pelo título em uma vitória bem sucedida. No Payback Kaitlyn perdeu o titulo para AJ. Em 24 de junho, Kaitlyn saiu vitoriosa contra aksana com uma tentativa de distração por AJ Lee, que estava vestido como Kaitlyn (com uma peruca loira e terno muscular), zombando dela a noite, o admirador secreto foi revelado com a ajuda de Big E.  Mais tarde, foi anunciado pela WWE, Kaitlyn terá uma revanche contra AJ no Money In The Bank. Porém Kaitlyn perdeu a luta para AJ perdendo também a chance de recuperar o Divas Champion. No SmackDown de 2 de agosto, Kaitlyn teve mais uma oportunidade pelo titulo, mas foi distraída por Layla e sendo mais uma vez vencida por AJ. No RAW de 5 de agosto, Kaitlyn perdeu para Layla apos ser distraída por AJ. No SmackDown de 12 de outubro Kaitlyn, Eva Marie e Natalya perderam para Brie Bella, Naomi e Cameron. No dia 8 de Janeiro de 2014, Kaitlyn anunciou sua saída da WWE, pretendendo investir em novos negócios.

## Vida pessoal
Bonin fez sua estreia na aptidão do corpo em 2006, com apenas 19 anos de idade. Em 2007, ganhou o “NPC” (National Physique Committee) John Sherman Classic Bodybuilding Figure e “Fitness Championship”. Também chegou em quinto lugar no “Arnold Classic”. Ela também estava entre os cinco primeiros na “Musclemania SuperBody” em 2007. Em 2008, ela foi eleita como a Miss Novembro no calendário “Hardfitness” e ficou em 16 no Nationals Junior no mesmo ano. Em 2009 apareceu na revista Flex Magazine. Saiu da WWE para investir em novos negócios. É dona de uma empresa de musculação.

## No wrestling
- Finishers

- - Flatliner — FCW
  - Atomic Wedgie Bomb — (2010)
  - Lotus lock — (2011 e 2012)
  - Inverted DDT — (2012)

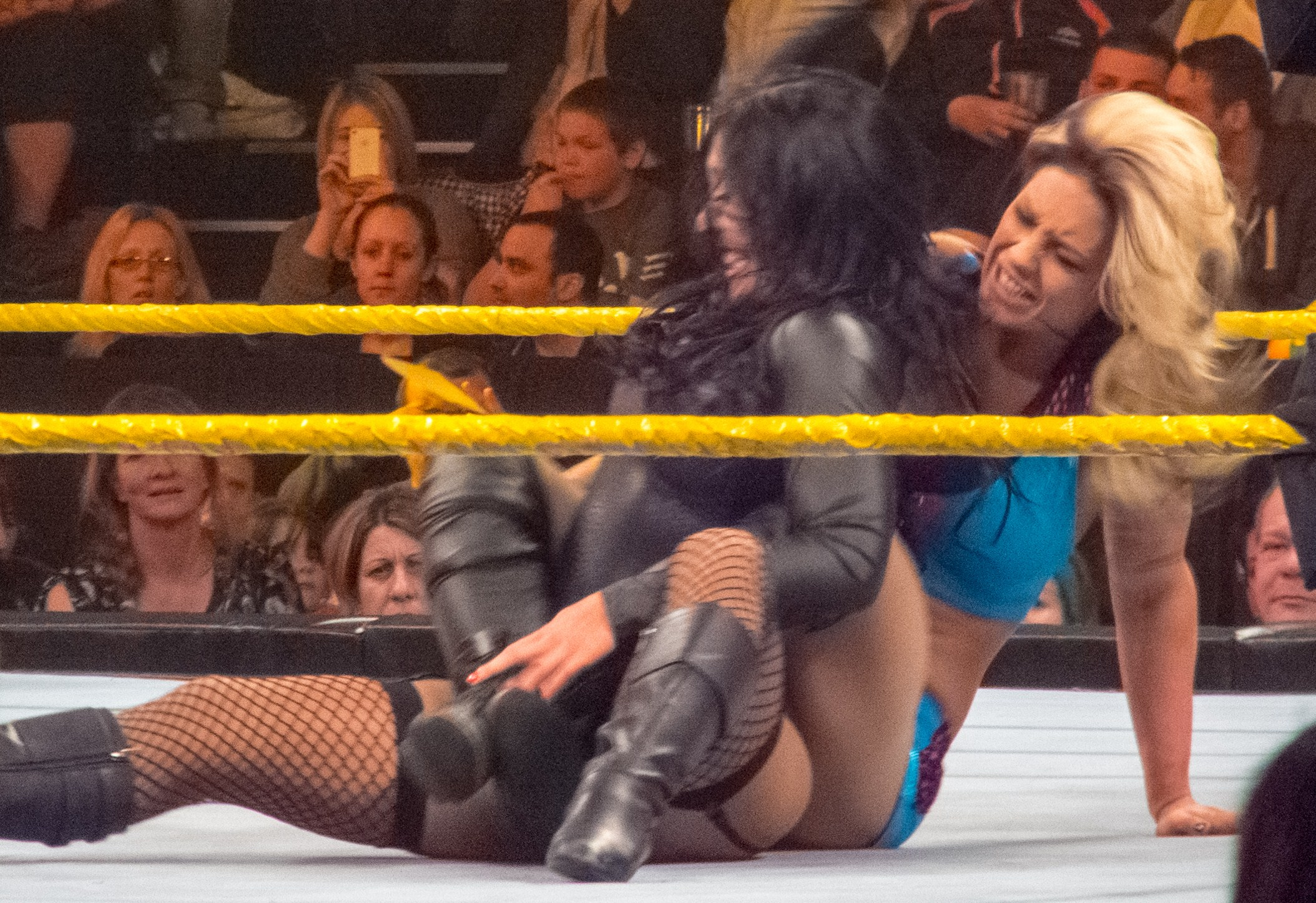
Kaitlyn aplicando um Bodyscissors em Maxine.

  - Fireman's Carry Gutbuster — (2012)
  - Spear (2012 - presente)
- Temas da Empresa

- - "You Make the Rain Fall" de Kevin Rudolf (7 de Setembro, 2010-10 de Março, 2011)
  - "Let's Go" de Hollywood Records (11 de Março, 2011–29 de Fevereiro, 2012)
  - "Spin the Bottle" de Ashley Jana (4 de Abril, 2012)
  - "Higher" de Nicole Tranquillo (08 de Março de 2013 - 2014)

## Campeonatos e realizações
- WWE
  - NXT (terceira temporada)
  - WWE Divas Championship (1 vez)
- Pro Wrestling Illustrated
  - PWI a colocou em #5 das 50 melhores wrestlers femininas de 2013.